# تی‌یوآی ایرلاینز نیدرلندز
تی‌یوآی ایرلاینز نیدرلندز (به انگلیسی: TUI Airlines Netherlands) یک شرکت هواپیمایی با کد یاتا OR است که در تاریخ ۲۰۰۵ میلادی تأسیس شده است. دفتر مرکزی تی‌یوآی ایرلاینز نیدرلندز در هارلمرمیر، هلند واقع شده‌است و قطب این شرکت هواپیمایی در فرودگاه اسخیپول آمستردام قرار دارد و به ۵۳ مقصد، پرواز مستقیم انجام می‌دهد.

## ناوگان هوایی

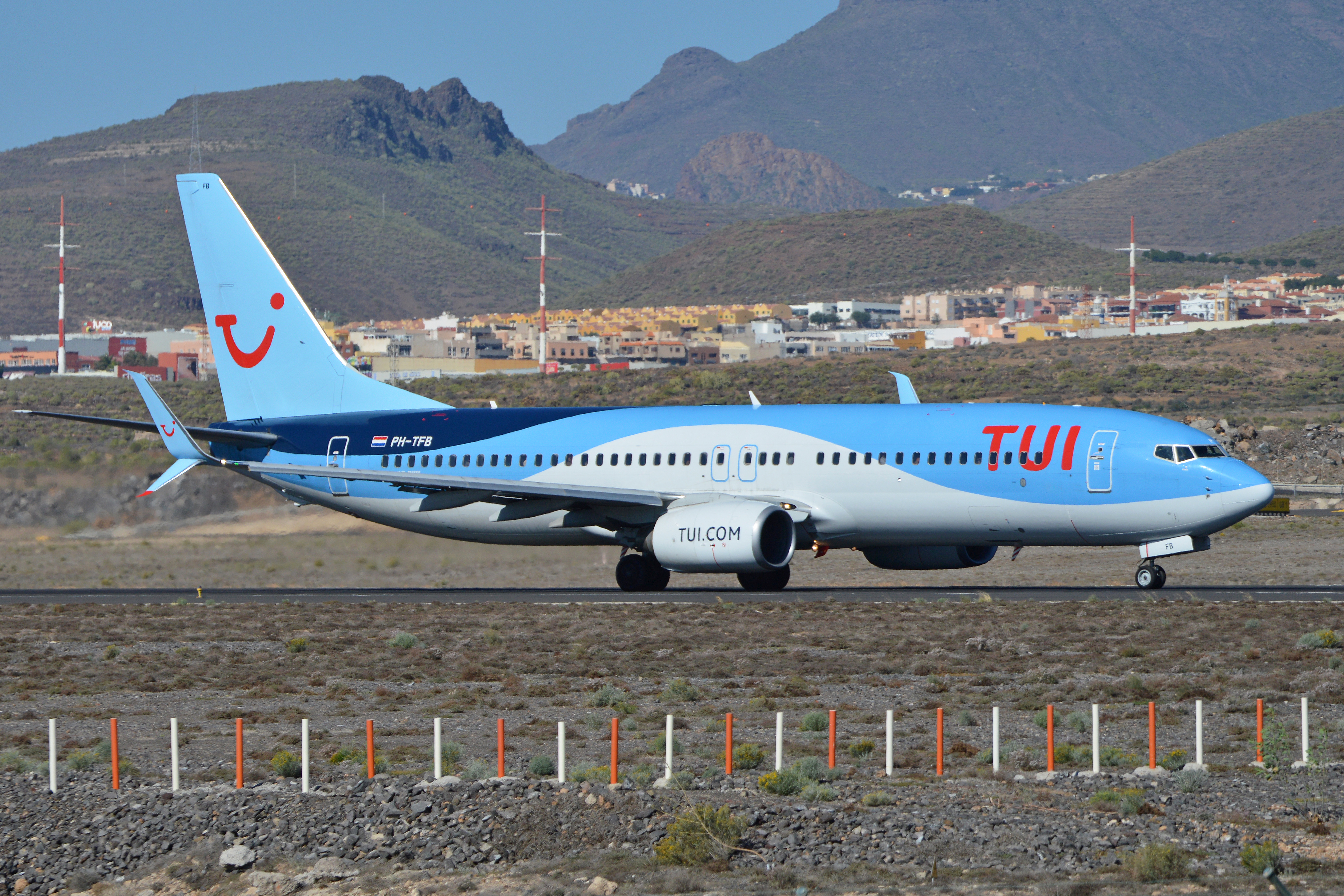
یک فروند بوئینگ ۷۳۷–۸۰۰ تی‌یوآی ایرلاینز نیدرلندز.

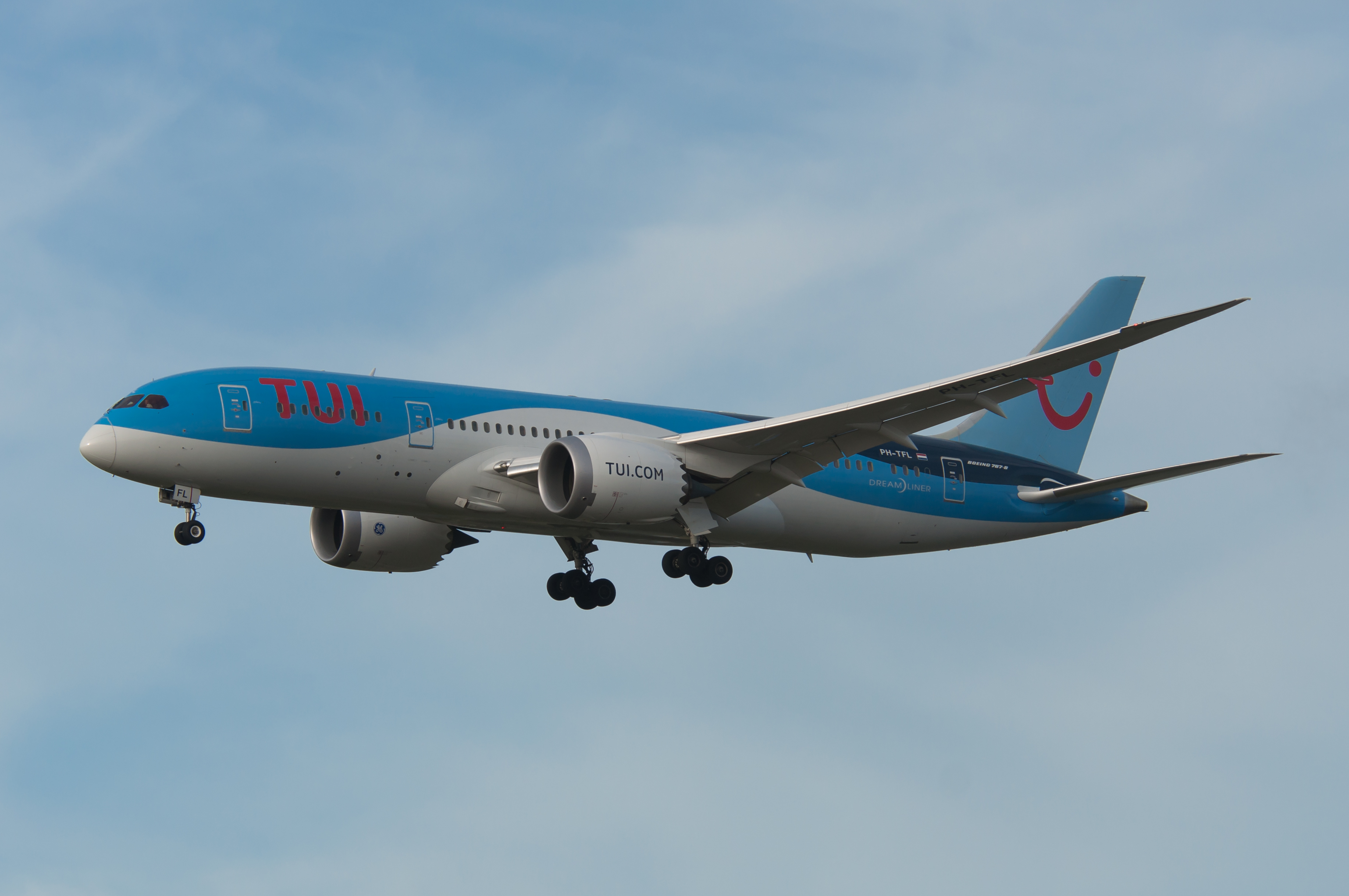
یک فروند بوئینگ ۷۸۷ دریم‌لاینر تی‌یوآی ایرلاینز نیدرلندز.

در نوامبر ۲۰۱۶، ناوگان هوایی تی‌یوآی ایرلاینز نیدرلندز به شرح زیر بوده‌است:
| هواپیما        | فعال | سفارش‌داده‌شده | تعداد مسافران | تعداد مسافران | تعداد مسافران | توضیحات |
| هواپیما        | فعال | سفارش‌داده‌شده | P             | Y             | مجموع         | توضیحات |
| -------------- | ---- | ------------ | ------------- | ------------- | ------------- | ------- |
| بوئینگ ۷۳۷–۸۰۰ | ۵    | —            | –             | ۱۸۹           | ۱۸۹           |         |
| بوئینگ ۷۶۷     | ۱    | —            | ۳۱            | ۲۶۴           | ۲۹۵           |         |
| بوئینگ ۷۸۷–۸   | ۳    | —            | ۱۸ ۴۷         | ۲۹۱ ۲۴۴       | ۳۰۹ ۲۹۱       |         |
| مجموع          | ۹    | —            |               |               |               |         |